# Lê Thị Riêng
Lê Thị Riêng (1925 - 1 tháng 2 năm 1968) là một anh hùng Lực lượng vũ trang nhân dân Việt Nam.
Tên của bà được đặt tên cho trường học, công viên, con đường ở Thành phố Hồ Chí Minh và ở tỉnh Cà Mau; hiện tại công viên Lê Thị Riêng ở phường Bạc Liêu có tượng bà.

## Tiểu sử
Lê Thị Riêng, bí danh Hai Liên sinh năm 1925 tại làng Vĩnh Mỹ, huyện Giá Rai (nay là xã Hoà Bình, tỉnh Cà Mau) trong một gia đình nông dân nghèo. Cha tham gia kháng chiến chống Pháp rồi mất tích, mẹ mất sớm, bà được người chú ruột nuôi dưỡng. Bà được một nhà giáo hoạt động cách mạng giác ngộ và giới thiệu đi làm thợ dệt ở xưởng dệt Láng Tròn, bắt đầu tham gia cách mạng từ ngày đầu Cách mạng tháng Tám năm 1945.
Năm 1948, bà được kết nạp vào Đảng Cộng sản Việt Nam sau đó làm cán bộ Phụ nữ huyện Giá Rai, Hội Phụ nữ cứu quốc tỉnh Rạch Giá (An Giang ngày nay). Đến năm 1949, bà là Phó Hội trưởng Hội Phụ nữ cứu quốc Miền Đông. Thời kỳ này, bà quen đồng chí Lê Văn Ba, quê ở Long Xuyên, từng là Phó Chủ tịch Ủy ban hành chính tỉnh Rạch Giá. Ra Việt Bắc, đến năm 1953 ông trở về miền Nam chiến đấu và kết hôn với bà, sinh hai con trai.
Năm 1960, Mặt trận dân tộc giải phóng miền Nam Việt Nam ra đời, Hai Liên làm Phó Hội trưởng Ban Chấp hành Trung ương Hội Liên hiệp phụ nữ giải phóng và Ủy viên Trung ương Mặt trận dân tộc giải phóng miền Nam Việt Nam. Phong trào Đồng khởi từ Bến Tre lan tỏa khắp nơi, Lê Thị Riêng đã quyết định gửi hai con ra miền Bắc để có điều kiện học tập, rèn luyện sau này về Nam chiến đấu, bà bám trụ lại miền Nam tiếp tục cuộc chiến đấu.
Cũng vào cuối năm 1960, bà nhận tin dữ: chồng bà là ông Ba đã hy sinh trong trận đánh ở Đông Yên, xã Đông Hòa (Dĩ An, tỉnh Biên Hòa cũ). Đau thương phủ tràn bà ghi vào nhật ký: "…Bao nhiêu mong nhớ đợi chờ làm tắt ngấm! Đời tôi đã trải qua lắm lần tang tóc như thế, nhưng không lần nào sâu nặng bằng lần này. Còn lại 2 con sống xa mẹ, chúng là nguồn hạnh phúc, là sức mạnh giúp tôi hăng hái đi lên, không bao giờ lùi bước. Tôi sẽ chiến đấu cho hạnh phúc không tan, cho con sớm gần mẹ, cho mọi người không còn tang tóc, chia ly…".
Nén mọi đau thương, mất mát, bà đã lao vào công tác. Đến năm 1965, bà được tổ chức phân công phụ trách Trưởng ban Phụ vận khu Sài Gòn - Gia Định và trực tiếp vào nội thành chỉ huy lãnh đạo phong trào phụ nữ của Sài Gòn, Chợ Lớn.
Ngày 9 tháng 5 năm 1967, trên đường đi công tác ở khu vực chợ Đa Kao (Phường Sài Gòn) bà đã bị tên phản bội Ca Vĩnh Phối nhận mặt chỉ điểm cho mật vụ bắt. Địch dùng đủ mọi cực hình tra tấn dã man nhất nhưng không khai thác được gì. Chúng đưa bà từ Biệt đội 23 sang phòng thẩm vấn đặc biệt của cơ quan tình báo CIA, rồi sang phòng hoạt vụ Tổng nha Cảnh sát, dùng mọi thủ đoạn tra tấn, đánh đập, châm điện, nhấn nước, đốt trơ xương ngón tay, dụng các chiêu bài gian trá để dụ dỗ, mua chuộc…
Ngày 31 tháng 1 năm 1968, tức ngày mùng 2 Tết Mậu Thân, bà bị chính quyền Việt Nam Cộng hòa thủ tiêu tại bốt Bà Hòa ở Chợ Lớn (nay là đường Hồng Bàng, Quận 5, Thành phố Hồ Chí Minh) cùng với một số tù nhân khác, trong đó có ông Trần Văn Kiểu và Phùng Ngọc Anh - một nữ chiến sĩ biệt động nổi tiếng với biệt danh "Tiểu Long nữ". Trong nhóm người đó chỉ có một mình Phùng Ngọc Anh may mắn sống sót vì Lê Thị Riêng đã lấy thân mình che đạn cho Ngọc Anh. Chiếc kẹp tóc mà Lê Thị Riêng mang bên người lúc đó đã được bà Ngọc Anh giữ lại để kỷ niệm cho hành động này.

## Đường mang tên Lê Thị Riêng
1. Thành phố Hồ Chí Minh: Quận 1 nối Bùi Thị Xuân và Nguyễn Thị Nghĩa).
2. TP. Pleiku: nằm tại phường Hội Phú.
3. TP. Buôn Ma Thuột: Nối Nguyễn Trường Tộ với Lê Duẩn.
4. TP. Đà Lạt: tại Phường 7,...